# Zanomys feminina
Zanomys feminina là một loài nhện trong họ Amaurobiidae.
Loài này thuộc chi Zanomys. Zanomys feminina được miêu tả năm 1972 bởi Leech.